# John Lafia
John Lafia (Nueva York, 2 de abril de 1957-Los Ángeles, 29 de abril de 2020), también conocido como John J. Lafia, fue un escritor, director, músico y guionista estadounidense.

## Carrera
John Lafia asistió a la UCLA, donde se graduó en cinematografía en 1980. En el año 1988 debutó como director y guionista con la película criminal Blue Iguana o El Ataúd es de color azul celeste, donde además compuso la banda sonora, película que se exhibió en el Festival de Cine de Cannes en una proyección especial. En el mismo año participó también como autor en el guion de la película de terror Child´s Play. Como guionista contribuyó así al éxito de la película, que generó varias secuelas. También como director él se dirigió al género del terror. Tras dirigir dos episodios de la serie Las pesadillas de Freddy (1988 - 1989), en 1990 dirigió la película de terror Child´s Play 2, que fue la primera secuela del original.
Como director y guionista siguió trabajando sobre todo para la televisión, donde también participó en varias series de televisión como Babylon 5 (1993-1998) y La zona muerta (2002-2007). También fue uno de los primeros pioneros de los nuevos medios dirigiendo varios videojuegos como Corpse Killer (1994), que interactuaron tecnología de computadora con imágenes reales. Finalmente John Lafia dirigió, a mediados de la década del 2000, algunas películas de catástrofe para la televisión, entre ellas la exitosa 10.5 (2004) y su secuela 10,5 Apocalipsis (2006).
Antes de ser director Lafia fue músico. Empezó con ello desde 1980 e hizo varias obras musicales en la escena musical clandestina de Los Ángeles como Prayers (1984) y continúa desde entonces. Hasta 2015 él ha hecho 25 obras musicales. En total participó como guionista y director en 30 películas para productoras como Paramount Pictures, Universal Studios y la NBC; y por su participación en el guion de Child´s Play fue nominado junto con Tom Holland y Don Mancini para el Premio Saturn. Su película Man´s Best Friend (1993) recibió el Premio a la mejor película en el Gérardmer Film Festival.

## Vida personal
John Lafia estaba casado con la ilustradora Beverly Hong.

## Fallecimiento
John Lafia se suicidó el 29 de abril de 2020 a la edad de 63 años en Los Ángeles, California.

## Filmografía (Selección)
- 1988: The Blue Iguana
- 1990: Child's Play 2
- 1993: Man's Best Friend
- 1994: Corpse Killer (director de videojuego)
- 1999: Monstruos (Monster!)
- 2002: Las ratas - Están por todas partes (The Rats)
- 2004: 10.5
- 2006: 10.5 – Apocalipsis (10.5: Apocalypse)
- 2006: Fuegos salvajes - Fuego intenso (Firestorm: Last Stand at Yellowstone)